# Alexander Hood
Alexander Hood, 1. vikomt Bridport (Alexander Hood, 1st Viscount Bridport, 1st Baron Bridport; 2. prosince 1726 – 2. května 1814) byl britský admirál. Od mládí sloužil u Royal Navy a vynikl v námořních válkách druhé poloviny 18. století. V roce 1795 dosáhl hodnosti admirála, v roce 1800 s titulem vikomta vstoupil do Sněmovny lordů. Jeho starším bratrem byl admirál Samuel Hood (1724–1816).

## Životopis

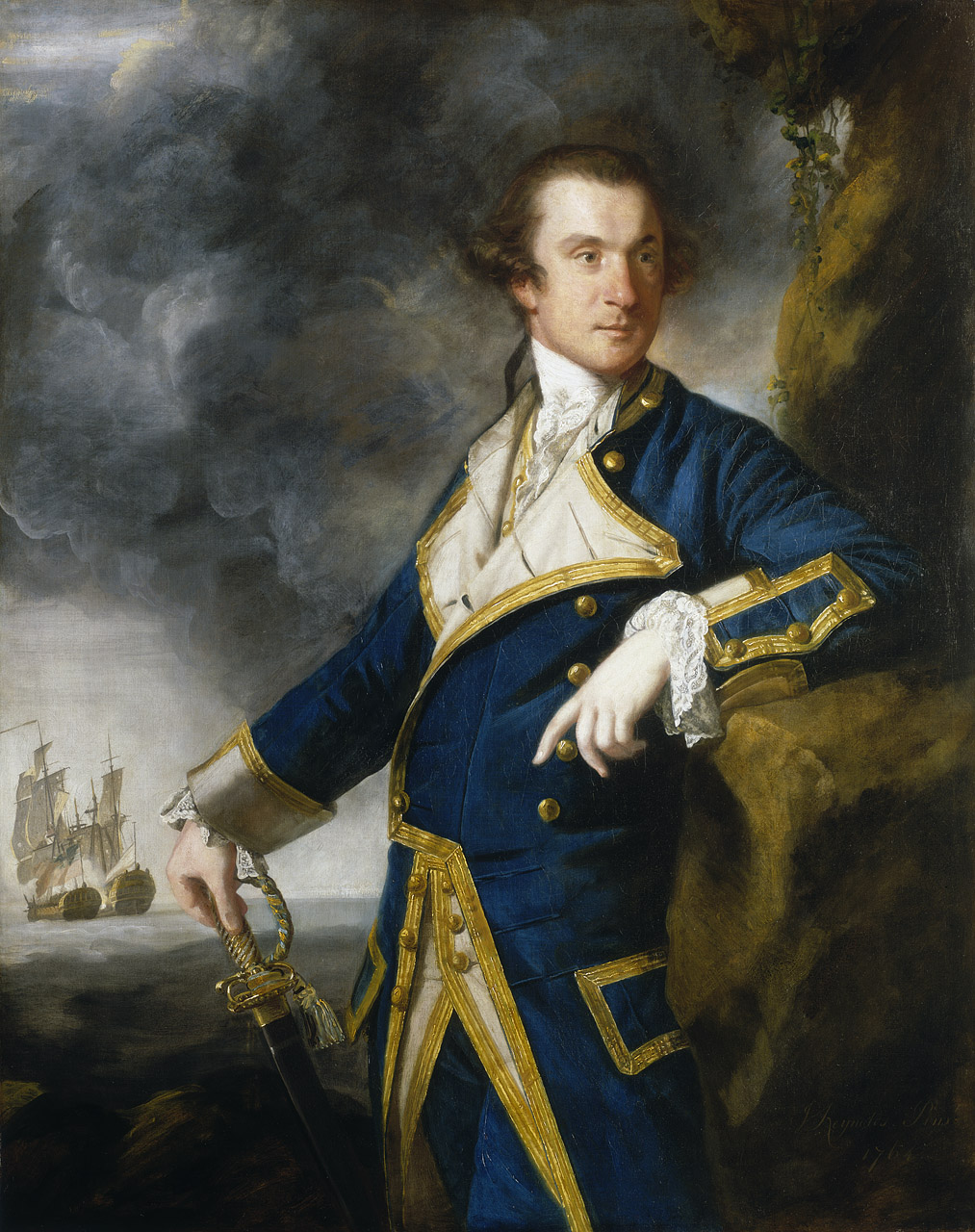
Portrét kapitána Alexandera Hooda z roku 1759 (Joshua Reynolds, National Maritime Museum, Greenwich

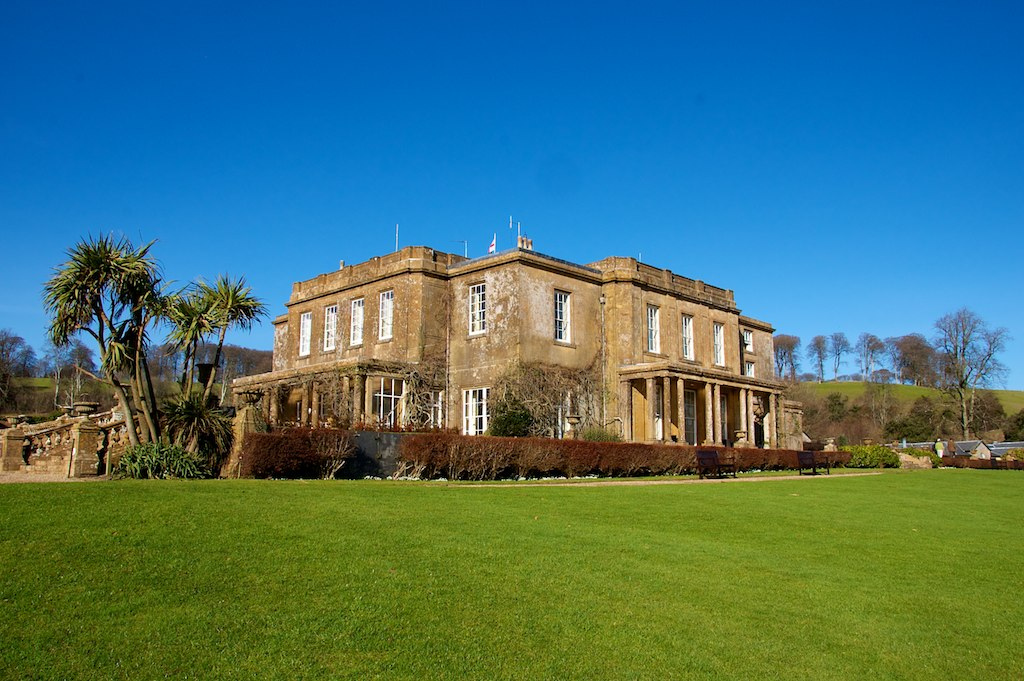
Zámek Cricket House (Somerset), sídlo admirála Hooda od roku 1775

Narodil se jako mladší syn reverenda Samuela Hooda (1692–1777). Do námořnictva vstoupil na základě nabídky admirála Thomase Smitha v roce 1741. Za války o rakouské dědictví byl povýšen na poručíka (1746), později se vyznamenal za sedmileté války v bojích proti Francii. Vynikl účastí v bitvě u Quiberonu (1759) a v roce 1761 byl povýšen na kapitána. Po zbytek sedmileté války operoval ve Středozemním moři, poté velel několika lodím v různých lokalitách. Později bojoval ve válce proti USA, v roce 1780 dosáhl hodnosti kontradmirála a vyznamenal se v bojích u Gibraltaru (1782). Nějakou dobu byl aktivní také v politice, v letech 1784–1796 byl poslancem Dolní sněmovny, kde se připojil k toryům. V roce 1787 byl povýšen na viceadmirála a o rok později obdržel Řád lázně. V roce 1790 byl členem soudu, který osvobodil kapitána Williama Bligha za ztrátu lodi Bounty. Znovu se vyznamenal ve válkách proti revoluční Francii, za účast v bitvě Slavného 1. června (1794) získal irský šlechtický titul barona Bridporta. Samostatné vítězství pak vybojoval v bitvě u Groix (1795), načež jeho peerský titul byl rozšířen na celou Británii a stal se členem Sněmovny lordů. V roce 1795 byl zároveň povýšen na admirála a v letech 1795–1800 byl vrchním velitelem v Lamanšském průlivu. V letech 1795–1797 řídil námořní operace z Londýna, na moře vyplul naposledy v roce 1798 a velel blokádě Brestu. V letech 1796–1800 zastával čestnou hodnost kontradmirála Velké Británie a v letech 1801–1814 byl uživatelem čestného titulu viceadmirála Spojeného království. V roce 1800 odešel do výslužby a při té příležitosti získal titul vikomta.
Byl dvakrát ženatý, ale zemřel bez potomstva. Jeho smrtí zanikly britské peerské tituly, na vzdálenější příbuzenstvo přešel jen irský titul barona. Jeho sídlem byl zámek Cricket House (hrabství Somerset).
Jeho starší bratr Samuel Hood (1724–1816) byl též admirálem a významným námořním vojevůdcem druhé poloviny 18. století. Z dalších generací rodu vynikli ve službách Royal Navy Samuel Hood (1762–1814) a Arthur William Hood (1824–1901), první námořní lord (1885–1886 a 1886–1889).
Postava admirála Hooda jako předsedy soudu s kapitánem Williamem Blighem se objevila ve filmu Bounty, roli hrál Laurence Olivier.